# Simit Sarayı

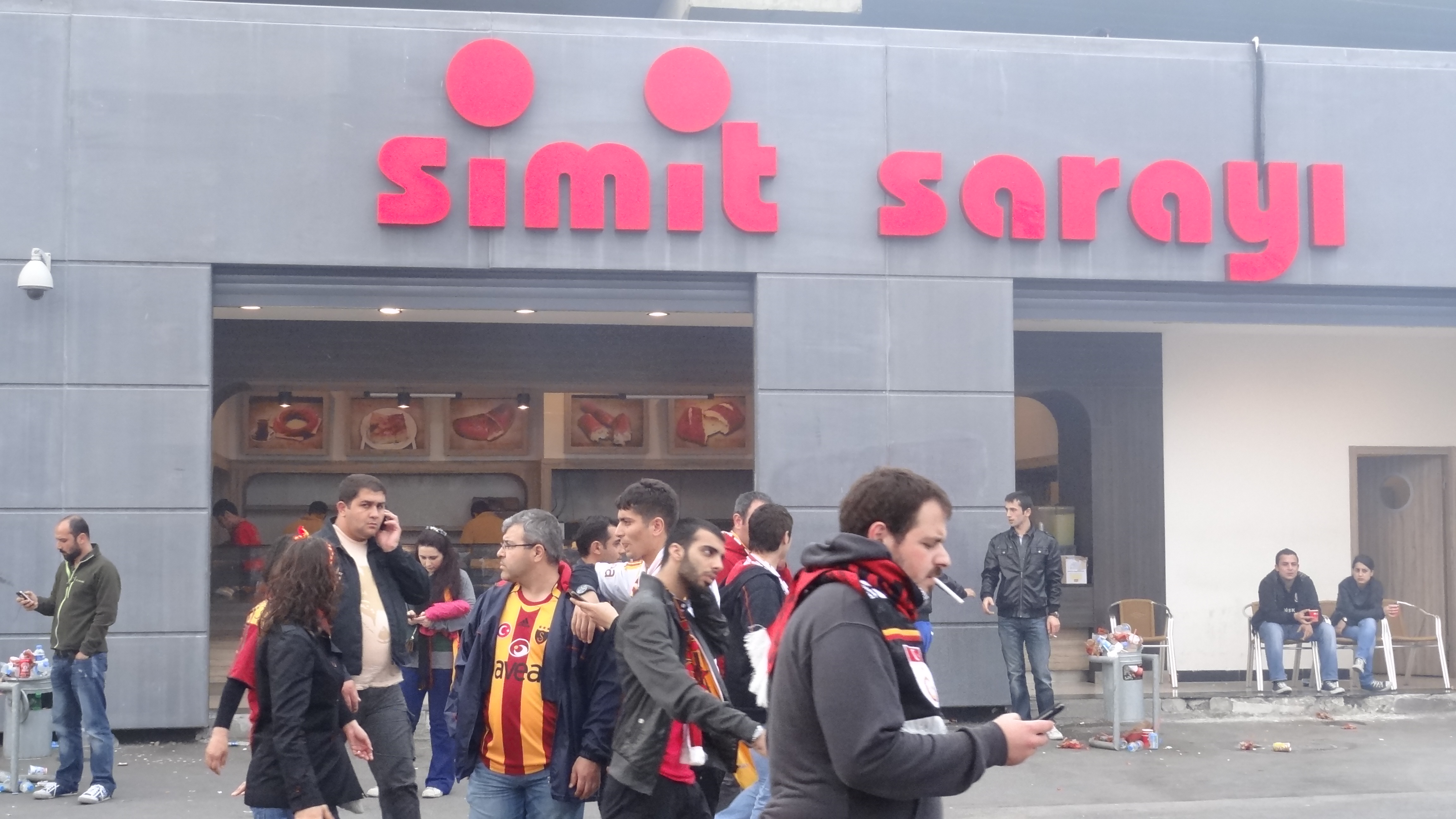
Магазин Simit Sarayı в Стамбулі.

Simit Sarayı (укр. Симіт Сараї) – турецька харчова компанія, заснована в Стамбулі в 2002 році. У 2010 році компанія відкрила свій перший закордонний магазин у Нідерландах. 
Наразі компанія налічує 426 магазинів у 22 країнах світу.  У 2017 році 10% компанії було продано компанії Fawaz Alhokair Group із Саудівської Аравії приблизно за 100 мільйонів доларів США.  У грудні 2019 року було оголошено, що 51% компанії буде придбано Ziraat Private Equity. 